# Yvette Tulip Hlaváčová
Yvette Tulip Hlaváčová (* 26. května 1975, Boskovice nebo Blansko) je bývalá česká reprezentantka v dálkovém plavání, držitelka řady titulů a rekordů, příležitostná modelka.

## Kariéra
- V rámci pokusu o obousměrnou přeplavbu kanálu La Manche dne 5. srpna 2006 vytvořila Yvetta Hlaváčová na cestě z Anglie do Francie nový ženský světový rekord časem 7 hod. 25 min. 15 s. Další úspěšné pokusy o přeplavbu kanálu absolvovala v letech 2005 (8 hod. 42 min.) a 2007 (7 hod. 53 min.).
- Držitelka rekordu v nejdelší říční plavbě (142,2 km)
- Jediná česká účastnice nejtěžšího a nejdelšího závodu světa na řece Paraná v Jižní Americe (88 km)
- Držitelka tří evropských rekordů Masters
- Dvojnásobná medailistka z Mistrovství Evropy (stříbro z Athén 1991 – 5 km dálkové plavání, bronz z Vídně 1995 – 25 km dálkové plavání), dvojnásobná medailistka z MS
- Plavkyně roku ČR 1995
- První česká plavkyně v historii, která zaplavala 200 m volný způsob pod dvě minuty.
- Pětinásobná mistryně Jižní Ameriky, mistryně Velké Británie, mistryně Chorvatska, mistryně Egypta
- Dosáhla 82 titulů mistryně ČR v bazénovém plavání a 20 titulů mistryně ČR v dálkovém plavání.
- Vítězka světového poháru na 100 m polohový závod, 100 m delfín a 10 km dálkové plavání
- Překonala 60 českých rekordů, např.:
  - 50 m, 100 m a 200 m motýlek,
  - 50 m, 100 m a 200 m volný způsob,
  - 100 m polohový závod,
  - 10 km, 15 km, 20 km a 25 km dálkové plavání.

## Zajímavost
- Hlaváčová byla zapsána do Guinnessovy knihy rekordů jako majitelka nejdelších nohou na světě – 126 cm (při výšce 194 cm).[3] Nejdelší nohy jsou 132 cm.[4]

## Motto
- Pokud jsi dost silný a chytrý, to nejcennější, co můžeš od života dostat k dosažení úspěchu, je neúspěch a překážky.
- Úspěšný člověk je ten, který se ponaučil z neúspěchu.